# Ernst Eugen Becker
Ernst Eugen Becker (* 1. Februar 1928 in Kiel; † 16. August 2013) war ein deutscher Ministerialbeamter und Datenschutzexperte.

## Leben
Becker studierte an der Christian-Albrechts-Universität zu Kiel. 1951 wurde er im Corps Holsatia recipiert. Der Landtag Schleswig-Holstein bestellte ihn am 12. Juli 1978 zum ersten Landesbeauftragten für den Datenschutz beim Innenminister des Landes Schleswig-Holstein. Zum Ministerialdirigent befördert, trat er am 31. August 1992 in den Ruhestand. Er gehörte lange Jahre dem Kuratorium der 1993 gegründeten Datenschutzakademie Schleswig-Holstein an. Ernst Eugen Becker lebte in Kiel.

## Publikationen
- Landesbeauftragte: Ordnungsmäßigkeit der Datenverarbeitung – Werden die Warnungen vor Sicherheitsrisiken ignoriert? In: Datenschutz und Datensicherheit 1986, S. 223.
- Die Einflüsse der neueren technologischen Entwicklung auf das Datenschutzrecht. In: Datenschutz und Datensicherheit 1987, S. 214.
- Datenschutzbehörden: Schnittstelle zwischen der Leistungs- und der Eingriffsverwaltung. In: Datenschutz und Datensicherheit 1987, S. 472.